# Michaela Novozámská
Michaela Novozámská, rozená Grešová (*8. května 1968 Hradec Králové) je autorka písniček a hudebně divadelních pořadů pro děti, režisérka, úspěšná česká protagonistka,[kde?] zakladatelka Hudebního divadla dětem v Hradci Králové.

## Život
Michaela Novozámská se narodila v Hradci Králové. Její tatínek byl reprodukční fotograf a tiskař ve Východočeských tiskárnách a maminka pracovala v redakci Hradeckých novin v inzertním oddělení. Oba rodiče vedli jí a její sestru Janu Grešovou k umění a sportu. Přestože doba, ve které dívky vyrůstaly neotevírala mnoho možností dětem, jejichž rodiče nebyli členy KSČ, obě dívky se tehdy dokázaly prosadit díky svým talentům a nadání.
Ve škole vynikala Michaela Novozámská v tělocviku, hudební a výtvarné výchově. Navštěvovala Základní jazykovou školu v Hradci Králové. Od malička recitovala, zpívala a získávala přední umístění v regionálních i celostátních recitačních soutěžích. Navštěvovala soukromé hodiny zpěvu, krátce zpívala ve sboru Jitro a později brala hodiny u operního zpěváka Martina Bárty. V ZUŠ Habrmanova v Hradci Králové studovala hru na kytaru a následně při pedagogických školách hru na housle.
Od roku 1982 studovala na Střední pedagogické škole v Nové Pace a od roku 1986 na Vysoké pedagogické škole v Hradci Králové obor učitelství prvního stupně se specializací na tělesnou výchovu. V těchto letech se věnovala také tanečnímu směru, který aktivně rozvíjela s dorostem v Učilišti hudebních nástrojů v Hradci Králové.
Významně ji během dospívání ovlivnilo hluboké přátelství s Radomírem Tichým, studentem Gymnázia Boženy Němcové v Hradci Králové.
V roce 1989 se vdala za Ladislava Novozámského. Ve třetím ročníku magisterského studia odešla na mateřskou dovolenou. Brzy po tom se narodily jejich tři děti Adam, Ester a Dominik a do školy se již nevrátila, protože se chtěla se rozhodla věnovat rodině. Toto rozhodnutí brzy profilovalo její další cestu: autorky mnoha dětských písniček, scenáristky, herečky a zpěvačky Hudebního divadla dětem. Hudební divadlo dětem oficiálně založila se svým manželem v roce 2000. Od tohoto roku vytváří a realizuje Michaela Novozámská kulturní programy v divadlech po celé České republice. Její autorské tvorbě se přezdívá také ”potrava pro dětskou duši”. Podařilo se jí vytvořit nový standard kultury pro děti. Od roku 2002 je aktivní členkou charitativní organizace Klub Dětem. V roce 2013 otevřela také své výtvarné ateliéry a galerie pro děti v Hradci Králové, Olomouci a v Pardubicích.

## Hudební divadlo dětem
Hudební divadlo dětem hostuje od roku 2000 v divadlech celé České republiky s výchovnými koncerty a hudebními pohádkami pro děti předškolního a mladšího školního věku. Michaela Novozámská vytvořila svou originální, autorskou tvorbou pro děti i netradičním provedením hudebně divadeních pořadů, nový pojem v divadelní tvorbě pro děti. Tyto pořady probíhají v dopoledních hodinách v rámci výchovných koncertů v divadlech jednotlivých měst. Velmi oblíbenými se také staly v rámci pořádání koncertů pro veřejnost.

## Vydaná alba a realizovaná autorská představení
| 1994      | první album písniček pro děti - Určitě poletí (Pražské vydavatelství Rosa)                                                          |
| 1995      | Chci vědět (Rosa, album autorských šansonů, pro dospělé)                                                                            |
| 1996      | Určitě poletí 2 - druhé album autorských písniček pro děti (Rosa)                                                                   |
| 1998-1999 | začátky autorské divadelní tvorby pro děti                                                                                          |
| 2000      | uvedení vánočního koncertu „Hvězdička betlémská“                                                                                    |
| 2001      | uvedení koncertu sdivadelní výpravou „Růženka a Kopřivěnka“                                                                         |
| 2002      | uvedení tří minimuzikálů „Povídejme si, děti…“, registrace Hudebního divadla dětem                                                  |
| 2003      | křest Hudebního divadla dětem (v královéhradeckém Muzeu, kmotra Stella Zázvorková)                                                  |
| 2003      | uvedení koncertu „Naše písnička aneb postavím si domeček“. Ve spolupráci se sbormistrem Janem Míškem a chlapeckým sborem BONIFANTES |

| 2004 | CD „Růženka a Kopřivěnka“ (HDD)                                                      |
| 2005 | CD „Naše písnička aneb postavím si domeček“ (HDD)                                    |
| 2006 | CD „Povídejme si, děti…“ (HDD)                                                       |
| 2013 | CD+DVD „Určitě poletí“ reedice + nově natočené videoklipy pro děti a celou rodinu    |
| 2015 | uvedení hudebních pohádek „Hrátky na pohádky“, vydání CD „Hvězdička betlémská“ (HDD) |
| 2016 | CD „Písničky pro nejmenší dětičky“                                                   |
| 2018 | CD písniček z pohádky “Malý Princ”                                                   |

### Reprízy hudebně divadelních představení
- r. 2001-2007: odehrála 180 - vystoupení ročně
- od r. 2016 - odehrála přibližně 101 vystoupení ročně
- reprízy jednotlivých představení k datu 1.10.2017:

“Hvězdička betlémská” (17 sezón) 374 repríz

“Růženka a Kopřivěnka” (r. 2001 - 2009) 450 repríz

“Povídejme si děti” od r. 2002 - 560 repríz 

“Naše písnička” od r. 2003 - 310 repríz
- "Hrátky na pohádky" od r. 2015 - 64 repríz (hraje druhý tým Hudebního divadla dětem s Ester Novozámskou a Davidem Bendou)
- 9. června 2018 - premiéra muzikálu "Malý princ" v pražském divadle Semafor a uvedení muzikálu mezi výchovné koncerty